# 皇明恩纶录
《皇明恩纶录》是丽江的一部史料。该史料收集了历代明朝皇帝赐予丽江土司的诏书、勅谕，是研究丽江历史的重要文献。
《皇明恩纶录》收集的诏勅自1383年开始直到1639年为止，收录了自木得至木懿期间历代土司所收到的诏勅。1646年（隆武二年），由丽江土司木懿下令木刻，并秘密收藏在木府之中。该书为苏州刻板，周匝刻龙纹，朱色印；本文大字墨色印，极精工。这部文献可补《木氏宦谱》中记载的不足，纠正了《明史》等文献中的一些错误。
丽江土司被废除后，《皇明恩纶录》被阿知立秘密收藏，并成为其传家之宝。20世纪初，约瑟夫·洛克在阿知立的后裔木文兰的家中无意发现了这部文献，才使其重见天日。